# P-21 (sondy kosmiczne)
P-21 – seria dwóch amerykańskich ładunków naukowych wystrzelonych do lotów balistycznych. Ich celem były badania jonosfery.
- P-21

Wystrzelony 19 października 1961 (o godz. 17:38 GMT) rakietą Scout X-1 z kosmodrom Wallops Flight Facility. Ważył 40,9 kg. Wzniósł się na wysokość 6 857 km. Miał średnicę 52,5 cm. Z jego kadłuba wystawała antena o dł. 965 cm. Był na stałe przymocowany do 4. członu rakiety. Posiadał dwa dipole, 12,267 i 73,6 MHz (6. harmoniczna pierwszej częstotliwości). Statek posiadał zasilanie wystarczające na 1,5h lot. Statek miał wyznaczyć gęstość elektronów w funkcji wysokości. Statek przeprowadzał w tym celu dwa eksperymenty: propagacji fali ciągłej przez jonosferę (badanie przesunięcia Dopplerowskiego w odebranym sygnale) i eksperyment na częstościach radiowych.
- P-21A

Wystrzelony 29 marca 1962 (o godz. 07:27 GMT) rakietą Scout X-2 z kosmodromu Wallops Flight Facility. Ważył 43 kg. Zebrał dane naukowe o nocnej stronie jonosfery, mające pomóc usprawnić łączność Ziemie-przestrzeń kosmiczna. Przenosił dwa eksperymenty propagacji fali elektromagnetycznej (ciągłej i o zmiennej częstotliwości) do badania gęstości elektronów w jonosferze; pułapkę jonową do określenia koncentracji jonów dodatnich. Statek miał kształt ośmiościennego stożka. Wystrzelony, w ciągu lotu trwającego 97 minut, wzniósł się na wysokość 6 291 km, na odległość 7 040 km od miejsca startu. P-21A zwrócił pożądane dane naukowe. Po raz pierwszy w historii dokonał pomiarów, nowo odkrytej wówczas, otoczki helowej Ziemi w warunkach nocnych.